# 시키타마촌
시키타마촌(敷玉村)은 미야기현 시다군에 설치되었던 촌이다. 현재의 오사키시와 미사토정에 해당한다.